# 伊格爾港 (馬里蘭州)
伊格爾港（英語：Eagle Harbor）是一個位於美國馬里蘭州佐治王子縣的市鎮。

## 人口
根據2020年美國人口普查的數據，伊格爾港的面積為0.32平方千米，當中陸地面積為0.32平方千米，而水域面積為0.00平方千米。當地共有人口67人，而人口密度為每平方千米209人。